# Melanargia meridionalis
Melanargia meridionalis är en fjärilsart som beskrevs av Felder 1862. Melanargia meridionalis ingår i släktet Melanargia och familjen praktfjärilar. Inga underarter finns listade i Catalogue of Life.